# Hans Heinrich IX. von Reinach
Hans Heinrich IX. Freiherr von Reinach (* 22. August 1589 in Ensisheim; † 4. August 1645 in Regensburg) war kaiserlicher Feldzeugmeister, Kommandant der Festung Breisach und Gouverneur von Regensburg.

## Karriere
Als Sohn von Theobald (Diebold) I. geboren, der seit 1590 österreichischer Obervogt zu Altkirch im Elsass ist, schlägt Hans Heinrich von Reinach die Militärlaufbahn ein. Im Jahre 1626 wird er Oberst des bisherigen Regiments Schmidt unter Pappenheim, als der er 1630 an der Eroberung der Stadt Ratzeburg teilnimmt. Die Pappenheimer sind auch bei der Zerstörung Magdeburgs 1631 maßgeblich beteiligt. Anschließend schickt Tilly von Reinach gegen den lutherischen Bremer Bischof Johann Friedrich von Schleswig-Holstein-Gottorf, um ihn zum Rücktritt zu zwingen. Als Kommandant der Stadt Stade gelingt es von Reinach, die kaiserliche Gewalt im Gebiet zwischen Elbe und Weser durchzusetzen. 1632 schließt er sich wiederum den Pappenheimern an, um die von Friedrich Heinrich von Oranien belagerte Stadt Maastricht zu entsetzen. Der Sturm auf das Lager der gut verschanzten Holländer am 17. August 1632 schlägt jedoch fehl.
Auch in der Schlacht bei Lützen gehört von Reinach zu den Pappenheimern, doch während von Pappenheim mit seiner Reiterei entscheidend in die Schlacht eingreifen kann, trifft von Reinach mit den Fußsoldaten zu spät ein. Nach der Schlacht befiehlt ihm Wallenstein, den Rückzug der kaiserlichen Truppen zu decken.
Im Jahre 1634 kehrt von Reinach in seine elsässische Heimat zurück, um Truppen anzuwerben, mit denen er am 5. September erfolgreich an der Schlacht bei Nördlingen teilnimmt, in der die Schweden eine vernichtende Niederlage erleiden. Als Auszeichnung für seine Verdienste ernennt ihn Erzherzogin Claudia von Medici, die Regentin von Tirol und Vorderösterreich, zum Kommandanten der Festung Breisach. Doch dieser Posten ist dem Haudegen zu langweilig und so erobert er 1636 im Zuge des Rückzugs der Schweden die seit 1633 in schwedischem Besitz befindliche Hochburg bei Emmendingen.
Anfang August 1638 kommt von Reinachs Bewährungsprobe, als Bernhard von Sachsen-Weimar Breisach belagert. Bernard, Fürst von Richelieus Gnaden, hatte zunächst in rascher Folge die Waldstädte Waldshut, Säckingen, Laufenburg, Rheinfelden und schließlich Freiburg eingenommen. Nun steht er zusammen mit dem jungen französischen General Turenne und seiner Armée de l’Allemagne vor der kaiserlichen Festung. Gleich zu Beginn der Belagerung explodiert in der Stadt ein Pulvermagazin, das nicht ersetzt werden kann. Zudem gehen in der belagerten Festung langsam die Lebensmittel aus. Da versuchen Ende Oktober 14.000 Kaiserliche unter Johann von Götzen, Breisach zu entsetzen. Zwar gelingt es ihnen, eine Rheinbrücke einzunehmen, doch die französisch-schwedischen Belagerer – wie die Belagerten an Hunger leidend und ebenso geschwächt – schlagen am 14. Oktober 1638 die kaiserlichen Angreifer zurück. Am 28. Oktober fällt Breisachs letztes Außenwerk. Die Explosion eines zweiten Pulvermagazins am 3. Dezember öffnet den Belagerern eine Bresche. Ein letzter Befreiungsversuch Götzens, verstärkt durch frische Truppen unter Philipp von Mansfeld, schlägt ebenfalls fehl. Schließlich kapituliert die kaiserliche Festung nach 8-monatiger Belagerung am 17. Dezember 1638. Nur 150 der etwa 4000 Bewohner Breisachs haben Hunger und Pest überlebt. Von Reinach darf mit den ihm verbliebenen Soldaten ehrenhaft, das heißt mit fliegenden Fahnen und zwei Kanonen nach Straßburg abziehen.
Nach dieser Niederlage wird von Reinach Gouverneur von Regensburg, wo er am 4. August 1645 stirbt. Seine letzte Ruhestätte fand er in der Kirche St. Blasius zu Regensburg.

## Familie
Er heiratete 1624 Maria Martha Böckel († 1646), Tochter von Hans Ludwig Böckel aus Hüttenheim. Aus der Ehe entstammten: 
- Maria Caritas, heiratete Johann Christoph von und zu Weingarten
- Johann Heinrich Ludwig († 1694)
- Franz Wilhelm († 4. April 1683), französischer Oberst